# 62-га ракетна дивізія (РФ)
62-га ракетна Ужурська Червонопрапорна дивізія імені 60-річчя СРСР (в/ч 32441) — з'єднання в складі 33-ї гвардійської ракетної Бериславсько-Хінганської двічі Червонопрапорної, ордена Суворова армії Ракетних військ стратегічного призначення, розташоване у селищі Солнєчний (Ужур) Красноярського краю.

## Історія
Історія формування 62-ї ракетної дивізії починається з історії формування ракетного полку (військова частина 54093). На базі розформованих частин Сибірського військового округу до листопада 1960 року відповідно до директиви Головнокомандувача Ракетними військами стратегічного призначення від 4 червня 1960 року в місті Томськ в складі 211-ї ракетної бригади (військова частина 34139) був сформований ракетний полк (військова частина 54093). Полк складався з командування і штабу, двох стартових дивізіонів і технічного дивізіону. Командиром полку був призначений полковник Куц Василь Трохимович.
9 лютого 1962 року від імені Президії Верховної Ради СРСР заступник командира 7-го окремого гвардійського ракетного Бериславсько-Хінганського Червонопрапорного, ордена Суворова корпусу генерал-майор артилерії Клименко М. А. вручив полку Бойовий Прапор. У 1962 році полк було передислоковано до Ужурського району Красноярського краю.
З липня 1963 року особовий склад полку брав участь у роботі експедиції по вибору позиційних районів для об'єктів в Ужурському районі.
На 1964 рік полк вже складався з 4 бойових груп й бойового обслуговування. У жовтні 1964 року на базі полку була створена оперативна група ракетної дивізії МКР під умовною назвою військова частина 32441. Наказом Міністра оборони СРСР від 5 серпня 1964 командиром оперативної групи було призначено полковника Петра Михайловича Приходька — першого командира 62-ї ракетної дивізії РВСП. На оперативну групу були покладені такі завдання: виконання рекогносцирувальна робіт, проведення геодезичних робіт, прийом, облік, зберігання технологічного обладнання, організація маскування об'єктів, що будуються.
23 березня 1966 року дивізію відвідав Головнокомандувач Ракетних військ стратегічного призначення Маршал Радянського Союзу Микола Крилов та до кінця року були сформовані ще 2 ракетних полки (військові частини 45832 й 45833). Для бойового забезпечення дивізії в травні 1966 року було сформовано окрему вертолітну ескадрилью, що складалася з двох ланок по 3 вертольоти Мі-4 в кожному.
Відповідно до наказу Головнокомандувача РВСП від 11 червня 1966 року о 00 годині 00 хвилин 30 липня 1966 року ракетний полк і технічна ракетна база 3 черговими змінами заступили на дослідно-бойове чергування. І вже 5 листопада 1966 року перший ракетний полк з 6 пусковими установками, окремий вузол зв'язку, ТРБ, РТБ, заступили на бойове чергування в постійній бойовій готовності щодо забезпечення безпеки СРСР.
6 вересня 1967 року заступив на бойове чергування особовий склад 221-го ракетного полку й 229-го ракетного полку.

## Командири
Офіційний сайт Ужурської Червонопрапорної ракетної дивізії:

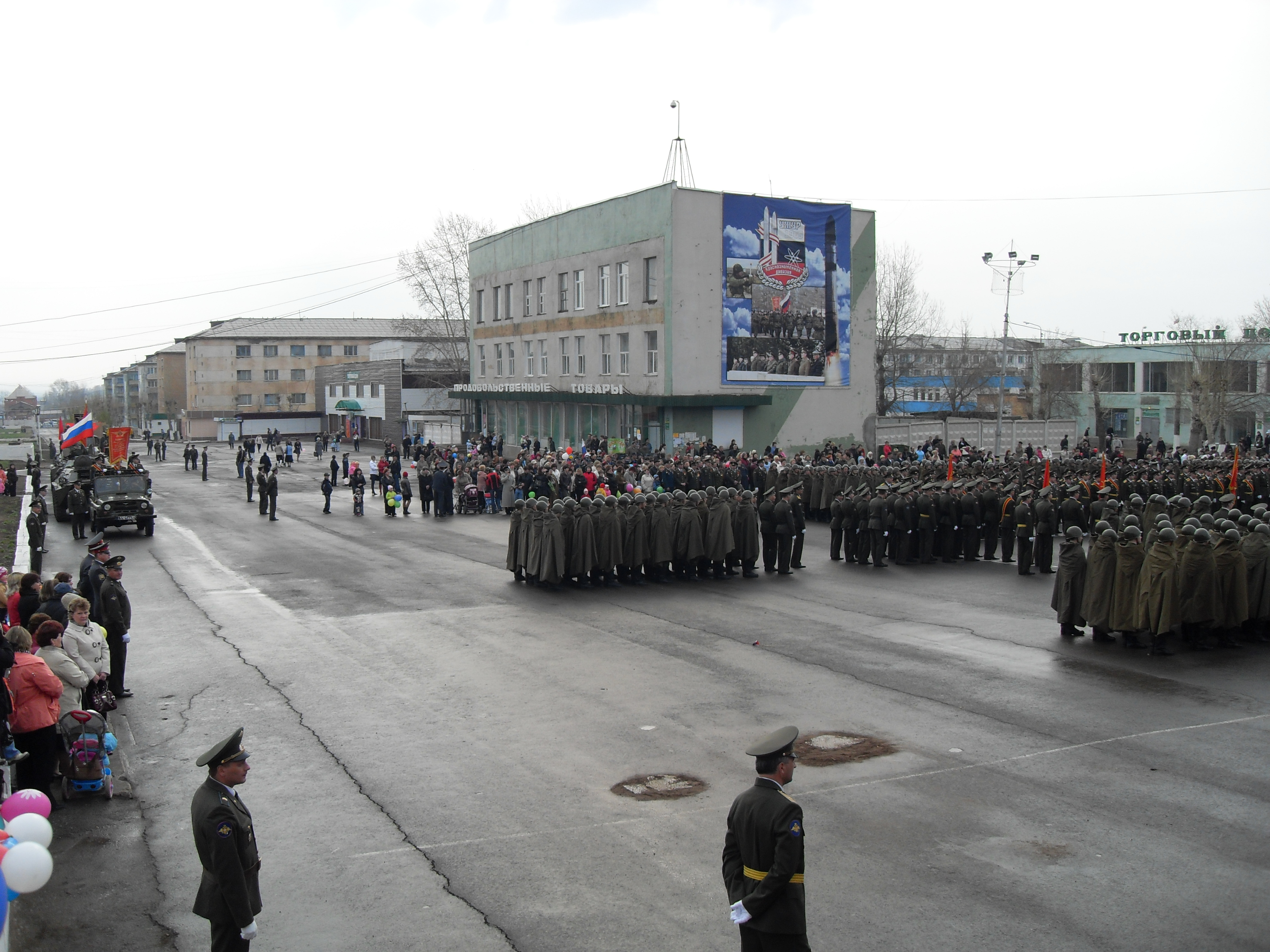
Військові 62-ї дивізії РВСП на параді 9 травня 2009 року

- З 5 серпня 1964 по квітень 1966 року — полковник П. М. Приходько
- З 26 квітня 1966 по 4 липня 1968 року — генерал-майор С. І. Ризлєйцев
- З 4 липня 1968 по 26 лютого 1973 року — генерал-майор (пізніше — генерал-полковник) Н. Н. Котловцев
- З 26 лютого 1973 по 4 липня 1976 року — генерал-майор В. С. Сєдих
- З 4 липня 1976 по 5 липня 1983 року — генерал-майор Є. І. Смелик
- З 5 липня 1983 по 8 липня 1988 року — генерал-майор А. Ф. Мартиненко
- З 8 липня 1988 по 3 листопада 1994 року — генерал-майор В. І. Ащеулов
- З 3 листопада 1994 по 1 серпня 1997 року — генерал-майор (пізніше — командувач РВСП) А. А. Швайченко
- З 1 вересня 1997 по 12 березня 1999 року — полковник В. Ю. Чураков
- З 12 березня 1999 по 24 березня 2003 року — генерал-майор С. П. Солохін
- З 19 червня 2003 по 4 квітня 2006 року — генерал-майор А. Д. Сівачьов
- З 4 квітня 2006 по 9 червня 2008 року — генерал-майор А. Ю. Зубков
- З червня 2008 року по 1 червня 2011 року — полковник Кашлєв Юрій Геннадійович.
- З червня 2011 по листопад 2014 року — генерал-майор Квашин Володимир Вікторович.
- З листопада 2014 року по серпень 2019 року — полковник (пізніше генерал-майор) Омьотов Сергій Олександрович
- З серпня 2019 — полковник Драй Юрій Васильович

## Нагороди
22 лютого 1967 роки за великий внесок в справу оборонної могутності держави, за успіхи в бойовій і політичній підготовці, і освоєння складної бойової техніки указом Президії Верховної Ради СРСР з'єднання було нагороджено орденом Червоного Прапора.
У 1982 році військової частини 45832 було присвоєно почесне найменування «імені 60-річчя СРСР».
Відповідно до указу Президента Росії від 27 листопада 1999 року військової частини 74832 було присвоєно почесне найменування «Ужурська».

## Склад
Склад дивізії в 1972 році:
- 131-й ракетний полк з 6 ШПУ Р-36 (SS-9);
- 197-й ракетний полк з 6 ШПУ Р-36 (SS-9);
- 221-й ракетний полк з 6 ШПУ Р-36 (SS-9);
- 229-й ракетний полк з 6-ю ШПУ Р-36 (SS-9);
- 269-й ракетний полк з 6 ШПУ Р-36 (SS-9);
- 273-ї ракетний полк з 6-ю ШПУ Р-36 (SS-9);
- 302-й ракетний полк з 6 ШПУ Р-36 (SS-9);
- 735-й ракетний полк з 6 ШПУ Р-36 (SS-9);
- 772-й ракетний полк з 6-ю ШПУ Р-36 (SS-9);
- 790-й ракетний полк з 6 ШПУ Р-36 (SS-9).

Склад дивізії у 1985 році (7 полків Р-36МУТТХ і 3 полку Р-36М):
- 131-й ракетний полк (в/ч 01074) з 6 ШПУ Р-36МУТТХ (SS-18);
- 197-й ракетний полк (в/ч 73781) з 6 ШПУ Р-36МУТТХ (SS-18);
- 221-й ракетний полк (в/ч 77192) з 6 ШПУ Р-36МУТТХ (SS-18);
- 229-й ракетний полк (в/ч 74832) з 6 ШПУ Р-36М (SS-18);
- 269-й ракетний полк (в/ч 45832) з 6 ШПУ Р-36МУТТХ (SS-18);
- 273-ї ракетний полк (в/ч 45833) з 6 ШПУ Р-36МУТТХ (SS-18);
- 302-й ракетний полк (в/ч 14443) з 6 ШПУ Р-36М (SS-18);
- 735-й ракетний полк (в/ч 54093) з 10 ШПУ Р-36М (SS-18);
- 772-й ракетний полк (в/ч 07391) з 6 ШПУ Р-36МУТТХ (SS-18);
- 790-й ракетний полк (в/ч 30007) з 6 ШПУ Р-36МУТТХ (SS-18).

Розформовані:
- 197-й ракетний полк (в/ч 73781) в 1993 році;
- 221-й ракетний полк (в/ч 77192) в 1993 році;
- 273-ї ракетний полк (в/ч 45833) в 2005 році;
- 772-й ракетний полк (в/ч 07391) в 2004 році;
- 790-й ракетний полк (в/ч 30007) в 2004 році;
- 131-й ракетний полк (в/ч 01074) в 2009 році.

У 2015 році до складу дивізії входило 4 ракетних полки з 27 ШПУ Р-36М2:
- 229-й ракетний полк з 6 ШПУ Р-36М2;
- 269-й ракетний полк з 6 ШПУ Р-36М2;
- 302-й ракетний полк з 6 ШПУ Р-36М2;
- 735-й ракетний полк з 9 ШПУ Р-36М2.

Допоміжні частини:
- 3009-та ремонтно-технічна база;
- 2939-та технічна ракетна база (в/ч 12463);
- 632-й резервний вузол зв'язку (РВЗ-2) (в/ч 39982);
- 75-й окремий батальйон бойового забезпечення (в/ч 12440).

## Озброєння
На озброєнні дивізії в різний час стояли, або стоять наступні ракетні комплекси стаціонарного типу:
- з 1966 по 1979 рр. — Р-36 (8К67)
- з 1975 по 1992 рр. — Р-36М (15А14)
- з 1979 р — Р-36М УТТХ (15А18)
- з 1990 року — Р-36М2 (15А18М)